# Tallo ortótropo o plagiótropo
Tallo ortótropo, tallo plagiótropo redirigen aquí.
Quizás quiso buscar: Plantas postradas, decumbentes o erguidas.
Artículo introductorio: Introducción a los órganos de las plantas.
En las descripciones de la arquitectura de las plantas puede indicarse si su tallo principal o sus ramas son ortótropos o plagiótropos.
Un eje ortótropo es un eje cuya dirección de crecimiento es perpendicular al suelo, es un eje erecto. Un eje plagiótropo crece en forma paralela al suelo, es un eje horizontal.

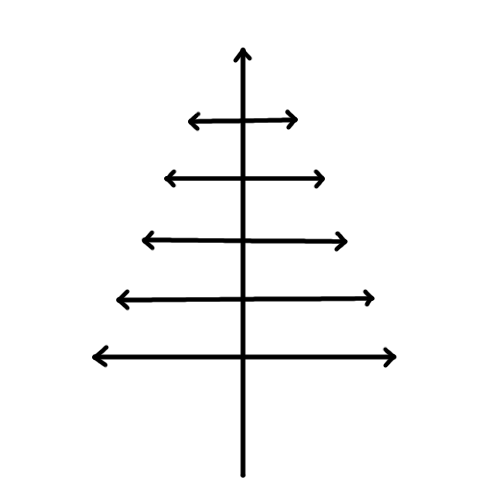
El eje principal es ortótropo y monopodial, las ramas laterales son plagiótropas y monopodiales. Ejemplos: Duabanga (Lythraceae), Araucaria (Araucariaceae).
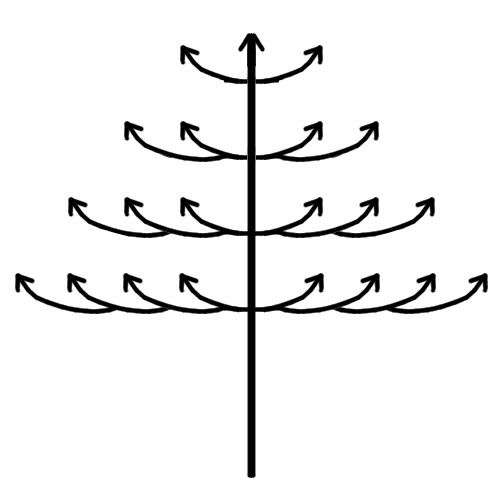
El eje principal es ortótropo y monopodial, las ramas laterales son plagiótropas y simpodiales. Ejemplos: Terminalia y Bucida (Combretaceae).
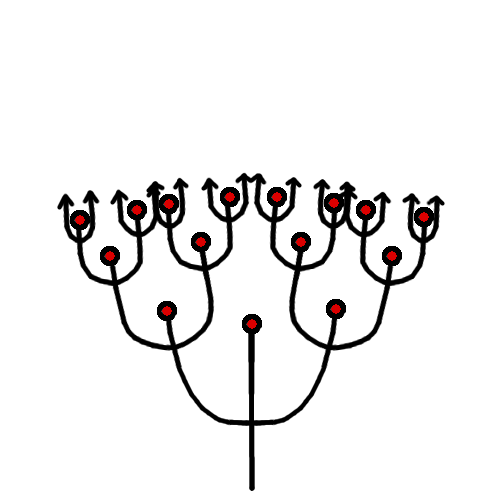
El eje principal es ortótropo y simpodial, las ramas laterales son ortótropas y simpodiales. Ejemplos: Rhus (Anacardiaceae), Pieris (Ericaceae).